# Intensità energetica
La misura macroeconomica nota come intensità energetica è una misura dell'inefficienza energetica del sistema economico di una nazione. Viene calcolata come unità di energia diviso unità di prodotto interno lordo (PIL).
- Alte intensità di energia indicano un alto consumo (e relativo costo) del convertire l'energia in PIL.
- Basse intensità di energia indicano un minore prezzo (e costo) del convertire l'energia in PIL.

Intensità di diverse economie: Il grafico mostra la quantità di energia necessaria a produrre un dollaro USA di PIL per un determinato paese. L'intensità energetica si basa sulla parità di potere d'acquisto nel 2004 e il valore del dollaro nel 2000 aggiustato all'inflazione..

## Introduzione
Molti fattori influenzano l'intensità energetica complessiva dell'economia di una nazione. Molto influiscono la richieste di un migliore standard di vita generale e le condizioni di temperatura ambientale medie in quella nazione. Non è insolito per certi climi particolarmente freddi o caldi il richiedere un maggiore consumo di energia nelle abitazioni e nei luoghi di lavoro, in modo da riscaldare gli ambienti (efficienti come la stufa a pellet, pompe di calore, o inefficienti come la stufa elettrica) oppure per rinfrescarli (uso dell'aria condizionata, del ventilatore, del frigorifero). Solitamente un paese con un tenore di vita progredito avrà una maggiore prevalenza di questi beni di consumo e dunque presenterà una maggiore intensità di energia rispetto a quelli con bassi standard di vita.
Nei Sistemi di Gestione dell'Energia (per esempio quelli certificati secondo UNI CEI EN ISO 50001:2018) l'intensità energetica è uno dei parametri che compongono la performance energetica dell'organizzazione.

### Consumi domestici
Il ragionamento più intuitivo, basato su statistiche che calcolano come la maggior parte dei consumi energetici mondiali sia dovuto ai consumi domestici, porta a supporre che l'efficienza energetica di una nazione, dipenda dagli elettrodomestici che impiega e dall'efficienza dei suoi edifici (per la peculiarità dei materiali da costruzione di base e i metodi accessori di risparmio energetico, come l'orientamento delle finestre verso il sole), l'illuminazione a basso consumo, un impianto di riscaldamento efficiente e l'isolamento termico), che attualmente sono certificati da organismi come l'americano LEED.
Nei paesi del terzo mondo l'energia consumata serve soprattutto per cucinare (spesso con forni a legna/detriti o con fornelli alimentati a bombole di gas) e riscaldare in modo rudimentale il proprio ambiente. Dal momento che gran parte della popolazione è rurale, non è neanche raggiunta dalla rete elettrica, e dunque molto spesso l'illuminazione e la disponibilità di potenza per gli elettrodomestici è inesistente. Lentamente, nei paesi sottosviluppati si stanno diffondendo forni solari, pannelli solari e accumulatori piombo-acido, che permettono una discreta illuminazione notturna.

### Agricoltura
I consumi energetici variano molto da un tipo di coltivazione all'altro, e dall'applicazione dei moderni sistemi, che prevedono una diminuzione dell'utilizzo intensivo di manodopera e l'aumento nell'utilizzo delle macchine, con conseguente uso intensivo di energia.

#### Riso
Ad esempio il riso, tradizionalmente necessita di molta manodopera, per la semina in acquitrini da parte delle mondine. Allo stesso tempo l'utilizzo di fertilizzanti, pesticidi e macchine agricole è molto basso. Il riso è la base dell'alimentazione tradizionale nell'estremo oriente, in paesi come la Cina, la Corea del Sud, il Giappone, la Thailandia, il Vietnam, ma anche in India, Pakistan e Bangladesh, paesi che riescono a fornire quasi la totalità degli alimenti consumati dalle proprie popolazioni (in quantità che vanno dal più che sufficiente fino alla soglia minima di sopravvivenza). Spesso nei paesi del terzo mondo si aggiunge la farina di riso al pane, in modo da ridurre l'utilizzo della costosa farina di frumento.

#### Bioetanolo
La complessità del calcolo dell'intensità energetica in agricoltura si rende evidente, quando si stimano i consumi energetici inerenti alla produzione di bioetanolo. Ad esempio in Brasile, il bioetanolo si estrae dalla canna da zucchero, impiegando molta manodopera, e poche macchine agricole, cosa che comporta una buona efficienza energetica (EROEI attorno a 7). Negli Stati Uniti, la produzione di bioetanolo dal mais è energeticamente meno efficiente, sia per le caratteristiche della pianta, che del clima, che per l'uso massiccio di macchine agricole, fatto che rende il bioetanolo nordamericano poco conveniente (l'EROEI si colloca attorno all'unità).

#### Frumento (triticum)
Il frumento è la base dell'alimentazione occidentale (serve per fare pane, pasta, biscotti, torte, ecc.) e viene coltivato da tempi remoti in tutta l'Europa Occidentale, ma anche Polonia, Ucraina e buona parte della Russia. La coltivazione tradizionale necessitava di un pesante aratro trainato da buoi, con una bassa produttività per ettaro e per addetto. Attualmente le zone a maggiore produzione ed esportazione mondiale del grano sono gli Stati Uniti centro-settentrionali e gli Stati dell'ovest del Canada. La produzione moderna di frumento, che ha moltiplicato di sei volte le rese per ettaro (e molto di più la produttività per addetto) richiede l'utilizzo intensivo di macchine agricole (trattore con aratro e trebbiatrice). Nel 2008, l'incremento dei prezzi dei carburanti portò al aumento mondiale dei prezzi del grano, gravato anche da ingenti costi di trasporto via nave (oltre che dal dirottamento verso la produzione di bioetanolo di buona parte del mais statunitense). Secondo alcuni analisti, la bassa produttività, l'alto consumo energetico, e l'inaffidabilità dei trattori prodotti in URSS progressivamente determinò il crollo del sistema sovietico.

### Industria
Esistono industrie che sono estremamente energivore, ad esempio l'industria chimica, l'industria metallurgica (molto l'acciaio da forno elettrico e ancora di più quella dell'alluminio primario -prodotto da minerale-), che attualmente vengono localizzate spesso, oltre che vicino alle miniere, in luoghi dove si prevede una sovrabbondanza di generazione elettrica a buon mercato (come nei pressi delle dighe in Brasile, Guayana, Islanda, ecc.). Anche l'industria del cemento e quella della raffinazione del petrolio sono particolarmente intensive nell'uso di energia. Attualmente l'edilizia si avvale molto di tondini in acciaio, di cemento e di mattoni, e dunque consuma molta energia sia diretta che indirettamente. Le procedure stabilite dai protocolli LEEDs permettono processi costruttivi più efficienti.
All'opposto, industrie come quelle dell'elettronica-robotica, della moda (calzature, tessili, accessori, ecc. sono molto intensive nell'utilizzo di mano d'opera), la falegnameria (e derivati come mobilifici, fabbriche di strumenti musicali, ecc.); i terziario come il turismo, la ricerca scientifica e l'industria culturale (cinema, musica, teatro, TV) in generale, consumano relativamente poca energia e sono adatte a paesi come l'Italia, che hanno poche risorse energetiche ma ottimi giacimenti culturali di creatività, design e tradizioni culinarie e popolari.
L'industria dell'automobile e quella degli elettrodomestici, e quella del riciclaggio dei rifiuti (alluminio, carta, rottami metallici, vetro), specialmente quando adoperano procedure avanzate, si collocano a metà strada come consumi energetici tra questi due poli.

### Trasporti
Dal momento che in molti paesi i trasporti contribuiscono a consumi energetici pari al 10-25% del totale, bisogna calcolare il consumo medio di combustibile dei veicoli, le distanze medie percorse dai pendolari (più elevati in città come quelle americane, dove le persone risiedono in quartieri di estrema periferia e si recano a lavorare in centro),
Bisogna prendere in considerazione anche la struttura della nazione, la dimensione e dispersione delle città (città molto grandi creano un microclima più caldo, ma hanno problemi di congestione da traffico), l'urbanistica, i tipi di trasporto impiegati (un sistema basato su bus, ferrovie, tranvia e metropolitane è più efficiente rispetto ad un sistema basato su automobili, camion e aerei), le capacità massime fornite dal sistema di trasporto di massa, la capacità di gestire il razionamento dell'energia.

### Variabilità annuale, crisi e imprevisti
Esistono anche fattori stocastici, in parte imprevedibili, che fanno variare i consumi energetici (diminuendoli o aumentandoli) come crisi economiche, ondate di caldo o di freddo, interruzioni nella fornitura di corrente elettrica dovuti a disastri (come caduta la caduta di linee elettriche in seguito a gelate o tempeste) a guerre, a massicci collassi del sistema elettrico con black out, oppure all'adozione di nuove fonti energetici prima non impiegate o all'improvvisa diffusione di metodi di utilizzo dell'energia più efficienti (come le lampade a fluorescenza o il riscaldamento solare dell'acqua).

### Nazioni ad alto reddito possono avere elevata efficienza energetica
Per le ragioni prima menzionate, nazioni (come il Giappone, il Regno Unito) con elevata produttività economica (o che producono beni ad alto valore aggiunto con basso contenuto energetico), oppure con ottimo sviluppo del terziario avanzato (assicurazioni, banche, ricerca scientifica con brevetti e buon legame con l'industria, turismo di lusso, università), con clima temperato, zone di addensamento della popolazione e luoghi di lavoro vicini alle abitazioni, che utilizzano ferrovie, metropolitane o autoveicoli efficienti, che incoraggiano la condivisione dei mezzi (car pooling), oppure dove si riesce a transitare in bicicletta, avranno una minore intensità energetica rispetto a nazioni che con fabbriche pesanti (metallurgia, chimica), con condizioni di temperatura estrema che richiedano di riscaldamento e refrigerazione, senza turismo, con lunghi pendolarismi o distanze interne molto elevate, e che si avvalgono estesamente di veicoli con scarsa efficienza energetica perché sussidiano i carburanti (ad esempio il Canada, l'Iran, la Nigeria, la Russia, il Venezuela).

## Esempi
Bassa intensità energetica e basso PIL:
- Il Bangladesh, con una popolazione di 144 milioni di abitanti e un GDP di 275,5 miliardi (109) di dollari, ha dunque un GDP pro-capite di circa 2.000 $. Il suo consumo di energia annuo era di soli 0,61 quads, con una Intensità Energetica di soli 2.113 kJ/$ (circa il quarto della cifra USA). La principale causa di questi bassi consumi, sono la nulla necessità di riscaldamento, e bassi standard di vita oltre alla bassa produttività per abitante. Il principale nutrimento è il riso.

Bassa intensità energetica e PIL elevato:
- L'Italia, con una popolazione di circa 60 milioni di abitanti e un PIL di 1,8 bilioni (1012) di dollari ha un PIL pro-capite di circa 31.000 $. L'Intensità Energetica annuale di 122,8 tonnellate di petrolio-equivalente per milione di dollari rende il paese energeticamente il più efficiente del G8, oltre a essere uno più efficienti energeticamente nel mondo industrializzato, questo dovuto a una consolidata tradizione di alti prezzi dell'energia che hanno forzato le aziende ed i consumatori a una maggiore efficienza energetica. Alcune aziende energivore come l'Alcoa in Sardegna (che riceveva elettricità a prezzi sussidiati) nel 2009 sono state costrette a chiudere per l'interruzione di questi aiuti di stato.

Alta intensità energetica e PIL elevato:
- Negli Stati Uniti d'America il consumo di energia nel 2004 veniva stimato attorno ai 99,74 Biliardi di BTU (pari a 1015, in inglese quadrillions, abbreviato in quads pari al milione di miliardi di BTU), pari a 1.05 × 1011 Giga-Joule, contando ogni tipo di fonte (US DoE). Il prodotto interno lordo era stimato a 11.75 bilioni di dollari (trillion dollars) nel 2004 e il PIL capita era stimato attorno ai 40.100 dollari nel 2004 (US Census Bureau). Considerando una popolazione di 290.809.777 abitanti (come risulta dal censimento USA). Questo permette di calcolare un'intensità energetica pari a 8.553 BTU (9 MJ) consumati per produrre un singolo dollaro di PIL.

Alta intensità energetica e basso PIL:
- Per la Russia, con una popolazione di 143 milioni di abitanti e un PIL di 1.408 miliardi di dollari, possiamo calcolare una GDP pro-capite di circa 9.800 $. Il suo consumo di energia annuo era di 29,6 quads, l'Intensità Energetica di 20.676 kJ/$ (più del doppio rispetto al valore USA). Questo è dovuto alle condizioni di clima estremamente freddo in buona parte della Russia orientale e della Siberia, al territorio molto vasto e "poco denso produttivamente" (che rende necessario trasportare le merci per distanze doppie), e alla generale inefficienza energetica di generatori elettrici, trasporti, macchinari, isolamento e riscaldamento.

Molte di queste cifre sono state ottenute con una miscela di dati del 2003 e del 2004, che in gran parte sono stime. A causa della crisi economica iniziata nel 2008, molti di questi valori sono stati stravolti, si registrano cadute del PIL nel 2009 anche del 3-15% in molti paesi. Anche la produzione e il consumo di petrolio è calata quasi ovunque. La svalutazione del dollaro USA e della sterlina inglese rispetto all'euro hanno fatto scendere ulteriormente il PIL di questi paesi cambiando molti di questi rapporti.
I metodi matematici appropriati dovrebbero impiegare metodi di conversione adeguati per confrontare i vari paesi e periodi sotto studio.

## Efficienza energetica economica

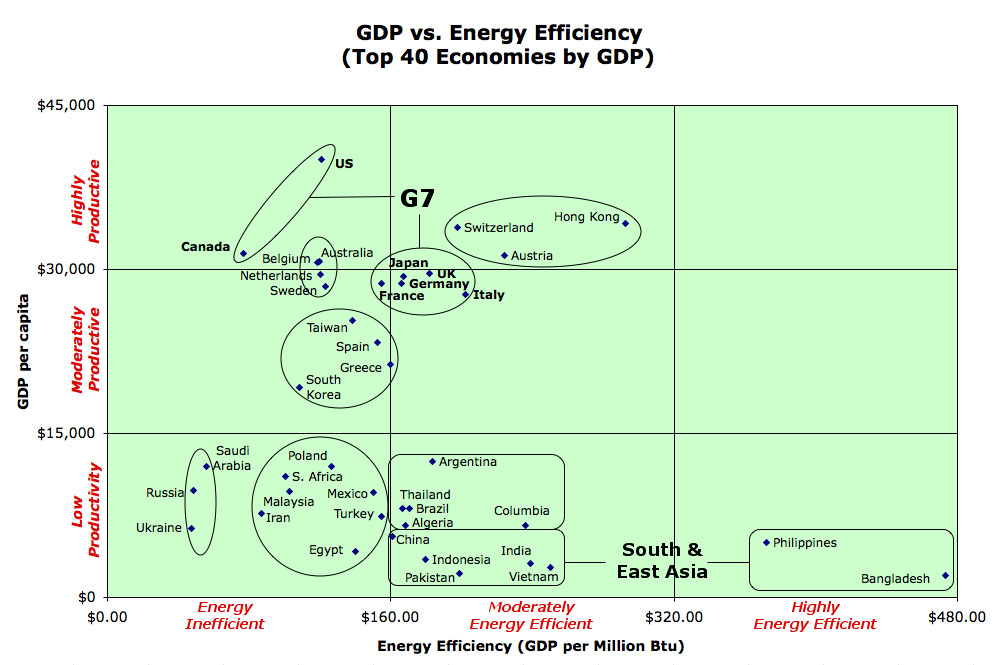
PIL pro capite vs. 'Efficienza Economica Energetica' in un grafico che classifica le maggiori 40 economie nazionali.

Un modo opposto di osservare la questione sarebbe quello di considerare 'l'efficienza energetica economica,' ossia il tasso di ritorno economico in base al consumo di energia: quante unità economiche di PIL sono prodotte dal consumo di "x" unità di energia.
- Riferendosi all'esempio sopracitato, 1 milione di Btu consumati con una intensità energetica di 8.553 producevano 116,92 $ di PIL per gli USA. Allo stesso tempo, ogni milione di Btu di energia consumati in Bangladesh, con una intensità energetica di 2.113 producevano 473 $ di PIL, o circa quattro volte il tasso effettivo degli USA. All'opposto, la Russia produceva soltanto 48,37 $ di PIL per 1 milione di Btu, dal momento che aveva un'intensità energetica di 20.676. Dunque, si potrebbe dire che, complessivamente il Bangladesh ha un'efficienza economica energetica circa dieci volte maggiore a quella della Russia.

Non è necessariamente dovuto a una causa diretta il fatto che un elevato PIL pro capite debba associarsi ad una minore efficienza energetica economica. Il grafico sovrastante mostra esempi basati sulle 40 maggiori economie nazionali.
L'intensità energetica può essere usata come una misura comparativa tra paesi; dove il cambiamento nel consumo di energia richiesto per aumentare il PIL in uno specifico paese, sopra l'unità di tempo, e descritto come la sua elasticità energetica.